# Antonio Micele
Antonio Micele fue un economista y docente argentino, que se desempeñó en dos oportunidades como presidente del Banco Central de la República Argentina, en ambos casos designado por el presidente de facto Juan Carlos Onganía.

## Carrera
Miceli se licenció en Economía en la década de 1930, investigando sobre la Gran Depresión y su impacto en la Argentina. Se doctoró en Economía por la Universidad de Buenos Aires con su tesis titulada «La banca extranjera en la Argentina» en 1970. Durante la década de 1960 publicó diversas obras y dictó conferencias sobre reglamentación bancaria, como la ley 18.061.
Ocupó la vicepresidencia del Banco Central de la República Argentina durante toda la presidencia de Juan Carlos Onganía, debiendo asumir por breves períodos la presidencia de la institución, primeramente entre junio y julio de 1966, y nuevamente entre noviembre y diciembre de ese mismo año, en reemplazo de Félix Gilberto Elizalde y Felipe S. Tami respectivamente. Su cortos períodos al frente de la institución reguladora de bancos de la Argentina se debe a la inestabilidad política y económica que, casi desde su creación, tuvo el Banco Central. Su tiempo al frente de la institución se cuenta como uno de los más cortos de la historia de la misma.
Miceli siempre abogó por la cooperación entre los bancos centrales sudamericanos, lo cual es reflejado en sus trabajos y conferencias.

## Libros publicados
- La reglamentación de la Ley de bancos, Buenos Aires, Ed. Plus Ultra (1963)
- Reglamentación Bancaria Argentina, Buenos Aires, Ed. Plus Ultra (1965)
- Los bancos comerciales en el contexto de la ley de entidades financieras, Buenos Aires, Ed. Plus Ultra (1971)